# Michel Milojević
Michel Milojević (Мишел Милојевић), né le 17 avril 1964 à Ćuprija à l'époque en Yougoslavie et aujourd'hui en Serbie, est un joueur de football français d'origine serbe, qui évoluait au poste de défenseur, avant de devenir ensuite entraîneur.

## Biographie

### Carrière de joueur
Michel Milojević joue 39 matchs en Division 1, marquant trois buts, et 19 matchs en Division 2, inscrivant un but.
Il évolue en Ligue 1 avec le FC Sochaux, le Racing Paris, et le Brest Armorique.

### Carrière d'entraîneur
Il est mis en cause par la justice dans l'affaire des matchs supposément arrangés en faveur du Nîme Olympique lors de la saison 2013-2014 de Ligue 2.

## Palmarès
Girondins de Bordeaux
- Championnat de France de deuxième division (1) :
  - Champion : 1991-1992.

 Racing Paris
- Coupe de France (0) :
  - Finaliste : 1990.